# Ольмедільйо-де-Роа
Ольмедільйо-де-Роа (ісп. Olmedillo de Roa) — муніципалітет в Іспанії, у складі автономної спільноти Кастилія-і-Леон, у провінції Бургос. Населення — 193 особи (2010).
Муніципалітет розташований на відстані близько 150 км на північ від Мадрида, 65 км на південь від Бургоса.

## Демографія
Динаміка населення (INE ):

## Галерея зображень

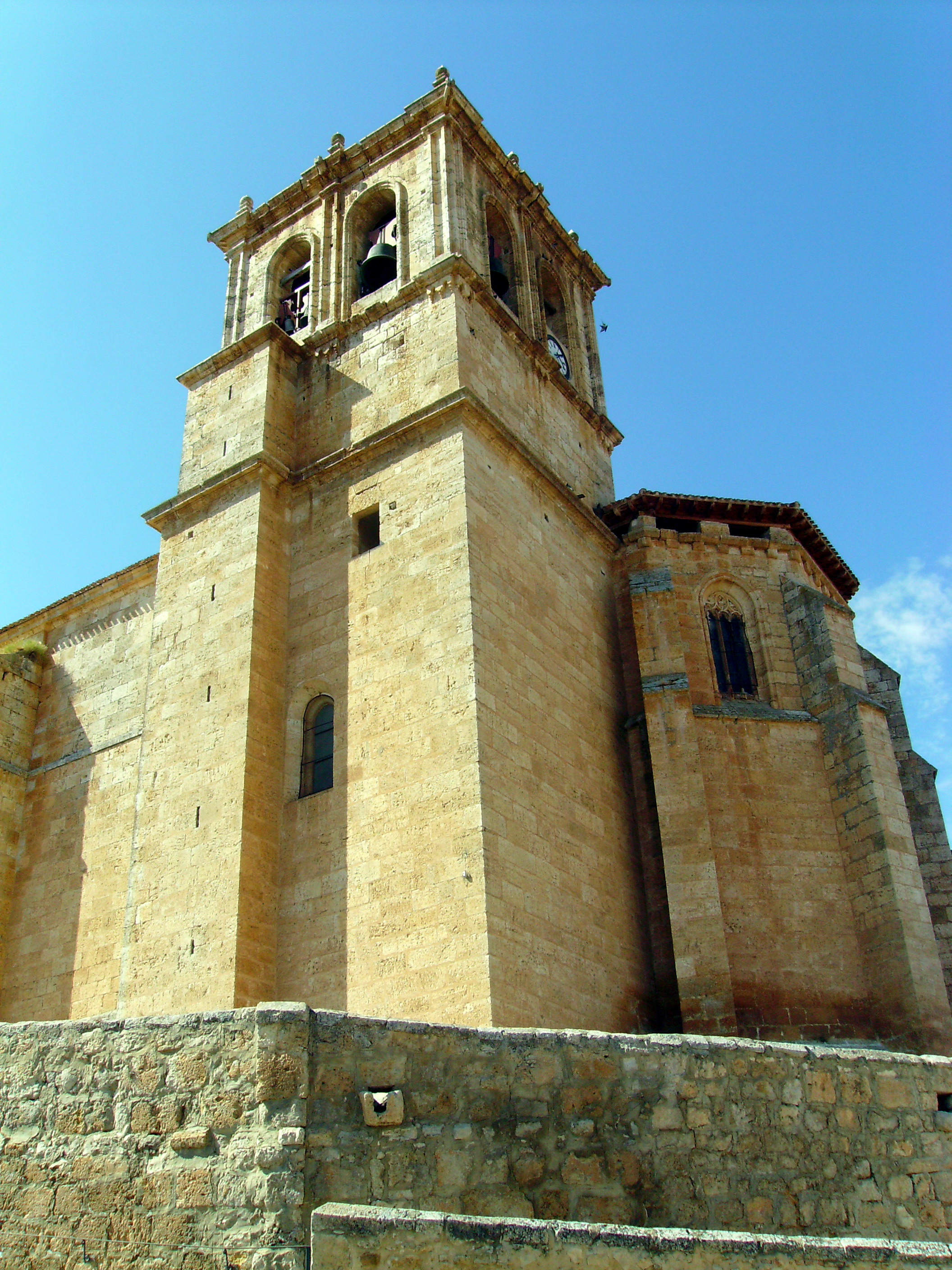
Церква
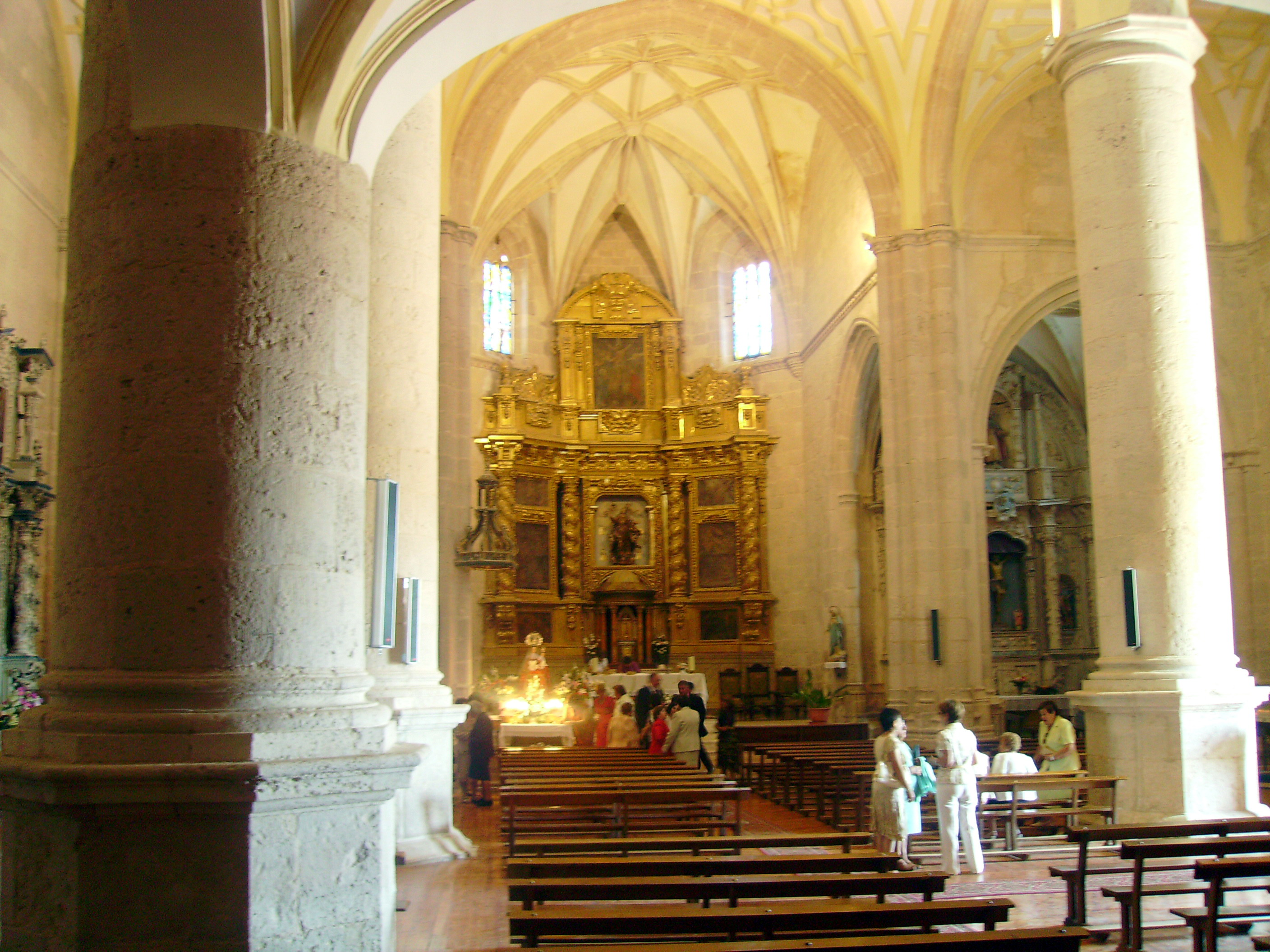
Інтер'єр церкви Нуестра-Сеньйора-де-ла-Асунсьйон